# Travis Rettenmaier
Travis Rettenmaier (* 6. August 1983 in Tarzana, Los Angeles, Kalifornien) ist ein ehemaliger US-amerikanischer Tennisspieler. Er war vor allem im Doppel erfolgreich.

## Leben und Karriere
Rettenmaier machte erstmals auf sich aufmerksam, als er mit der U16-Nationalmannschaft die Weltmeisterschaft in dieser Altersgruppe holte. Es war der erste Titel für die USA in diesem Wettbewerb. Daraufhin besuchte er die UCLA, dieselbe Universität wie seine Mutter, Karen Dawson, die ebenfalls Tennis spielte. Dort spielte er auch College Tennis.
Ab 2001 bestritt er Spiele auf Profiebene und konnte bis 2002 bereits fünf Future-Turniere gewinnen (4 im Doppel, 1 im Einzel), aber der Sprung in die nächste Turnierbene (Challenger) ließ auf sich warten. Sein erstes Challengerturnier gewann er in seiner Heimatstadt Tarzana 2005. Auch konnte er im Einzel auf der ATP World Tour Janko Tipsarević in Nottingham schlagen. Ansonsten hatte er wenig Erfolg im Einzel, wo er lediglich bis Rang 273  im Jahr 2006 vorrücken konnte.
Der endgültige Durchbruch gelang ihm an der Seite von Carsten Ball 2008; mit ihm gewann er 6 seiner 19 Titel auf der Challenger Tour. 2009 allein gewann er 8 Challengers, wodurch er auch im Juli 2010 seine höchste Weltranglistenposition mit Rang 57 erreichen konnte. In diesem Jahr erreichte er mit dem Achtelfinale bei den French Open auch sein bestes Resultat bei Grand-Slam-Turnieren. Seinen größten Erfolg feierte er aber mit dem Mexikaner Santiago González, als er sein einziges World-Tour-Event gewann. In Belgrad gewannen sie gegen Tomasz Bednarek und Mateusz Kowalczyk.
Er beendete 2012 nach dem Challenger in Guadalajara seine Karriere.

## Erfolge
| Legende (Anzahl der Siege)  |
| Grand Slam                  |
| ATP World Tour Finals       |
| ATP World Tour Masters 1000 |
| ATP World Tour 500          |
| ATP World Tour 250 (1)      |
| ATP Challenger Tour (19)    |

### Doppel

#### Turniersiege

##### ATP World Tour
| Nr. | Datum       | Turnier | Belag | Partner           | Finalgegner                       | Ergebnis  |
| --- | ----------- | ------- | ----- | ----------------- | --------------------------------- | --------- |
| 1.  | 9. Mai 2010 | Belgrad | Sand  | Santiago González | Tomasz Bednarek Mateusz Kowalczyk | 7:66, 6:1 |

##### ATP Challenger Tour
| Nr. | Datum              | Turnier      | Belag         | Partner           | Finalgegner                         | Ergebnis          |
| --- | ------------------ | ------------ | ------------- | ----------------- | ----------------------------------- | ----------------- |
| 1.  | 23. Juli 2005      | Tarzana      | Hartplatz     | Alex Bogomolow    | Nathan Healey Robert Smeets         | 6:73, 7:67, 6:3   |
| 2.  | 31. Mai 2008       | Carson       | Hartplatz     | Carsten Ball      | Ryler DeHeart Daniel King-Turner    | 6:4, 6:2          |
| 3.  | 10. August 2008    | Binghamton   | Hartplatz     | Carsten Ball      | Brian Battistone Dann Battistone    | 6:3, 6:4          |
| 4.  | 8. November 2008   | Nashville    | Hartplatz (i) | Carsten Ball      | Harsh Mankad Ashutosh Singh         | 6:4, 7:5          |
| 5.  | 28. Februar 2009   | Wolfsburg    | Teppich (i)   | Ken Skupski       | Serhij Bubka Alexander Kudrjawzew   | 6:3, 6:4          |
| 6.  | 28. März 2009      | Jersey       | Hartplatz (i) | Eric Butorac      | Colin Fleming Ken Skupski           | 6:4, 6:3          |
| 7.  | 11. April 2009     | Monza        | Sand          | James Auckland    | Dušan Karol Jaroslav Pospíšil       | 7:5, 6:76, [10:4] |
| 8.  | 9. Mai 2009        | Savannah     | Sand          | Carsten Ball      | Harsh Mankad Kaes Van’t Hof         | 7:64, 6:4         |
| 9.  | 6. Juni 2009       | Yuba City    | Hartplatz     | Carsten Ball      | Adam Feeney Nathan Healey           | 6:3, 6:4          |
| 10. | 4. Juli 2009       | Winnetka     | Hartplatz     | Carsten Ball      | Brett Joelson Ryan Sweeting         | 6:1, 6:2          |
| 11. | 15. August 2009    | Cordenons    | Sand          | Jamie Cerretani   | Peter Luczak Alessandro Motti       | 4:6, 6:3, [11:9]  |
| 12. | 3. Oktober 2009    | Quito        | Sand          | Santiago González | Michael Quintero Fernando Vicente   | 1:6, 6:3, [10:3]  |
| 13. | 5. Juni 2010       | Rom          | Sand          | Santiago González | Sadik Kadir Purav Raja              | 6:2, 6:4          |
| 14. | 16. Oktober 2010   | Tiburon      | Hartplatz     | Robert Kendrick   | Ryler DeHeart Pierre-Ludovic Duclos | 6:1, 6:4          |
| 15. | 23. Oktober 2010   | Calabasas    | Hartplatz     | Ryan Harrison     | Rik De Voest Bobby Reynolds         | 6:3, 6:3          |
| 16. | 29. Januar 2011    | Honolulu (1) | Hartplatz     | Ryan Harrison     | Robert Kendrick Alex Kuznetsov      | kampflos          |
| 17. | 23. April 2011     | Neapel       | Sand          | Simon Stadler     | Travis Parrott Andreas Siljeström   | 6:4, 6:4          |
| 18. | 24. September 2011 | Izmir        | Hartplatz     | Simon Stadler     | Flavio Cipolla Thomas Fabbiano      | 6:0, 6:2          |
| 19. | 28. Januar 2012    | Honolulu (2) | Hartplatz     | Amer Delić        | Nicholas Monroe Jack Sock           | 6:4, 7:63         |

#### Finalteilnahmen
| Nr. | Datum         | Turnier | Belag | Partner           | Finalgegner                 | Ergebnis |
| --- | ------------- | ------- | ----- | ----------------- | --------------------------- | -------- |
| 1.  | 11. Juli 2010 | Newport | Rasen | Santiago González | Carsten Ball Chris Guccione | 3:6, 4:6 |